# Newk's Time
Newk's Time — студійний альбом американського джазового саксофоніста Сонні Роллінса, випущений у 1959 році лейблом Blue Note.

## Опис
Назва альбому походить від прізвиська Роллінса «Newk», яке він отримав через схожість з пітчером Головної бейсбольної ліги Дональдом Ньюкомбом, який також мав таке саме прізвисько. Композиція «Namely You» була взята з бродвейського шоу Ліл Аднер.
Випуск альбому став першим у серії 4000 лейблу Blue Note.

## Список композицій
1. «Tune Up» (Майлз Девіс) — 5:43
2. «Asiatic Raes» (Кенні Доргем) — 5:57
3. «Wonderful! Wonderful!» (Бен Ралі, Шерман Едвардс) — 4:48
4. «The Surrey with the Fringe on Top» (Річард Роджерс, Оскар Гаммерстайн ІІ) — 6:32
5. «Blues for Philly Joe» (Сонні Роллінс) — 6:44
6. «Namely You» (Джин ДеПол, Ронні Мерсер) — 3:18

## Учасники запису
- Сонні Роллінс — тенор-саксофон
- Вінтон Келлі — фортепіано
- Дуг Воткінс — контрабас
- Філлі Джо Джонс — ударні

Технічний персонал
- Альфред Лайон — продюсер
- Руді Ван Гелдер — інженер звукозапису
- Френсіс Вульфф — фотографія обкладинки
- Джо Голдберг — текст до обкладинки